# Burn (EP de Burn)
Burn es el primer EP de la banda de hardcore punk neoyorkina Burn, lanzado en 1990 por Revelation Records, en formato de vinilo 7", CD y casete.

## Listado de canciones
1. ...Shal Be Judged (2:19)
2. Godhead (3:21)
3. Drown	(3:27)
4. Out Of Time (2:29)

## Créditos
| Banda - Chaka Malik – voces - Gavin Van Vlack – guitarras, coros - Alex Napack – bajo - Alan Cage – batería, percusión Músicos invitados - Bill Arbizu – coros - A.J. Novello – coros | Producción - Burn – producción - Don Fury – producción - Ptah Hotep – fotografía - Sacha Jenkins – artwork |